# Parafia Chrystusa Króla w Gąskach
Parafia Chrystusa Króla w Gąskach – rzymskokatolicka parafia leżąca w granicach dekanatu gniewkowskiego. Erygowana w lipcu 1974 roku.
Kościół parafialny został zbudowany w latach 1906–1909 przez gminę protestancką i do niej należał do 1945 roku. Po II wojnie światowej świątynia została przekazana parafii rzymskokatolickiej w Parchaniu jako mienie poniemieckie.

## Dokumenty
Księgi metrykalne: 
- ochrzczonych od 1945 roku
- małżeństw od 1945 roku
- zmarłych od 1945 roku